# Moussoro
Moussoro é uma cidade e capital do departamento de Barh El Gazel, no Chade. Localiza-se num ponto estratégico da Rodovia Trípoli–Cidade do Cabo, de ligação entre Jamena (capital nacional) e Faya-Largeau. Um importante centro de transporte, ela se situa em um leito de rio seco e como resultado tem mais vegetação do que o normal na área.
A cidade serve como centro comercial e administrativo do departamento, tendo destaque econômico para a agricultura familiar. A região é a mais utilizada pelo exercito para treinamento.